# 히가시야마 천황
히가시야마 천황(일본어: 東山天皇, 1675년 10월 21일 ~ 1710년 1월 16일)은 제113대 일본 천황이다. 휘는 아사히토(朝仁)이고, 아명은 고노미야(五宮)이다.
제6황자 나오히토 친왕은 궁가 간인노미야를 창설하였으며 후에 그의 손자 사치노미야 도모히토 친왕이 천황이 되었다.
황족 이외의 자손으로는 다카쓰카사가 당주 다카쓰카사 스케히라(히가시야마 천황의 손자), 다이쇼 시대의 원로 사이온지 긴모치(히가시야마 천황의 6세손) 등이 있다.

## 약력
레이겐 천황의 제4황자로 탄생하여 1682년에 황태자 선지를 받았다. 조쿄 4년 (1687년) 성년식을 치르고 부황의 양위를 받아 등극했다. 23년에 걸친 재위기간 내내 아버지 레이겐 상황의 섭정을 받았다. 그의 재위기간은 이른바 겐로쿠 문화로 불리던 도쿠가와 쓰나요시의 재직 기간과 거의 일치한다. 쓰나요시는 황실을 존중했기에 조정과 막부와의 사이도 대체로 양호한 편이었고, 황실령의 고쿠다카도 1만석에서 3만석으로 늘어나게 된다. 다음 쇼군인 도쿠가와 이에노부는 천황의 총신 고노에 도모히로의 사위로 조정-막부 관계 역시 에도 시대 중 가장 안정된 상태를 유지하였다.
1709년 아들 나카미카도 천황에 양위하고 아버지 레이겐 법황에 대항하여 섭정을 시도했지만, 양위 다음해 천연두에 걸려 사망하였다.

## 같이 보기
- 일본 천황